# Спартакский сельсовет
Спартакский сельсовет — муниципальное образование в Ермекеевском районе Башкортостана.

## История
Согласно «Закону о границах, статусе и административных центрах муниципальных образований в Республике Башкортостан» имеет статус сельского поселения.

## Население
| 2002  | 2009  | 2010  | 2012  | 2013  | 2014  | 2015  |
| ----- | ----- | ----- | ----- | ----- | ----- | ----- |
| 1261  | ↗1355 | ↘1241 | ↘1192 | ↘1181 | ↘1147 | ↘1116 |
| 2016  | 2017  |       |       |       |       |       |
| ↘1099 | ↘1096 |       |       |       |       |       |

## Состав сельского поселения
| № | Населённый пункт | Тип населённого пункта       | Население |
| - | ---------------- | ---------------------------- | --------- |
| 1 | Спартак          | село, административный центр | ↘924      |
| 2 | Пионерский       | село                         | ↘220      |
| 3 | Новоермекеево    | деревня                      | ↘85       |
| 4 | Ляхово           | деревня                      | ↗12       |